# Musée d'archéologie de Tournai
 (février 2009).
Si vous disposez d'ouvrages ou d'articles de référence ou si vous connaissez des sites web de qualité traitant du thème abordé ici, merci de compléter l'article en donnant les références utiles à sa vérifiabilité et en les liant à la section « Notes et références ».

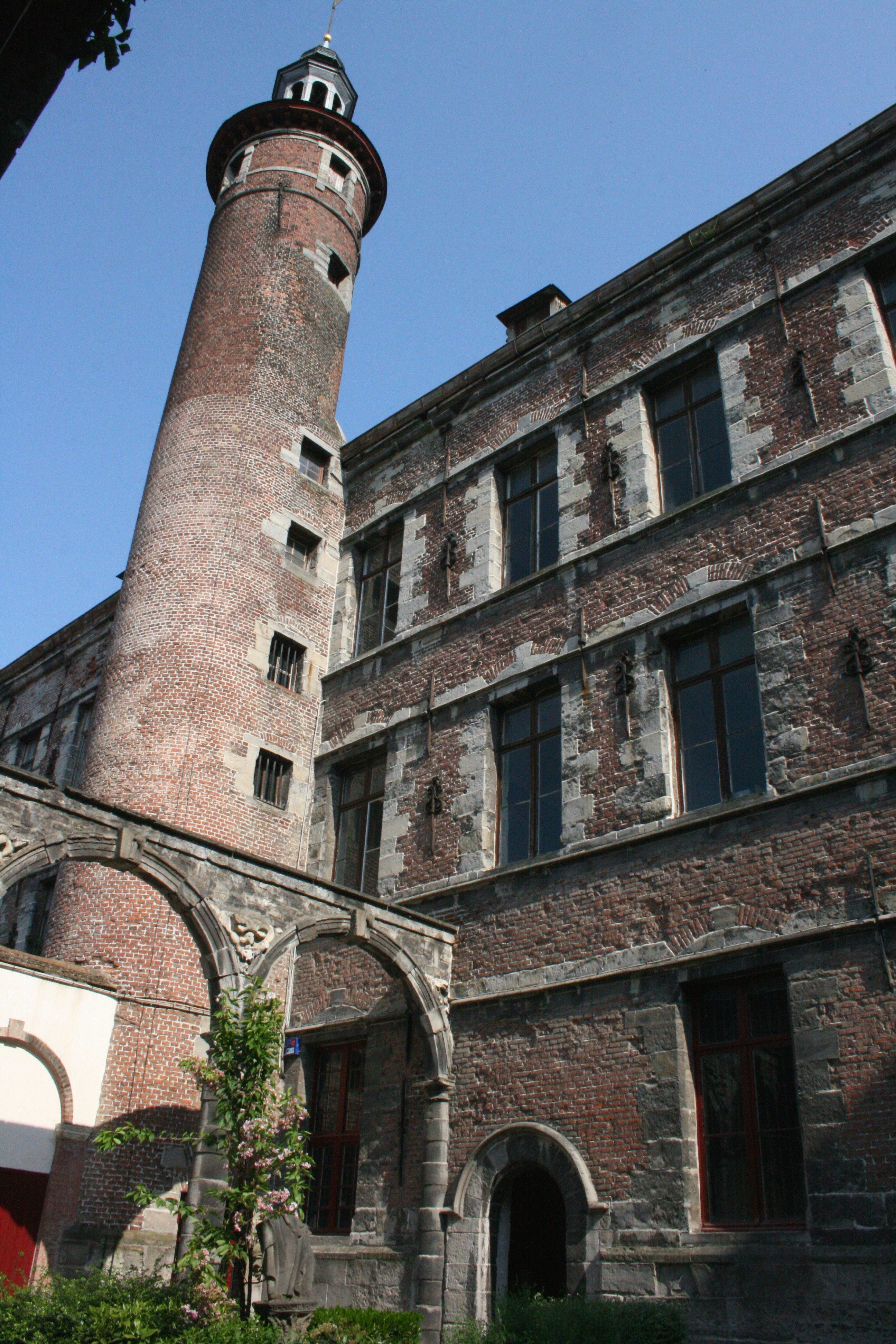
Bâtiment de l'ancien mont-de-Piété

Le musée d'archéologie de Tournai présente l'art et le savoir-faire de nos ancêtres depuis le Quaternaire aux époques gallo-romaine et mérovingienne. Il occupe l'ancien mont-de-piété construit par Cobergher au XVIIe siècle.

## Quaternaire
L'évolution humaine, avec son lot de découvertes comme la taille du silex, l'agriculture ou encore l'utilité du métal, est exposée à travers des vitrines et maquettes éducatives. 
Des fouilles à Grandglise, Brunehaut, Orcq ou encore Marquain ont permis d'exhumer des éléments de l'industrie moustérienne ou d'habitation. Quelques pièces étrangères remarquables sont également exposées. Au bout de la salle, reposent des pièces celtiques d'or et d'argent.

## Époque gallo-romaine
Une récente campagne de fouilles de la nécropole gallo-romaine se déployant de la Grand-Place à la rue Perdue a permis à cette section de revivre. En effet, lors de la Grande Guerre, la collection existante avait été fortement endommagée.
De la vaisselle commune à la céramique sigillée, la table antique est bien représentée. Peu d'éléments en verre sont présents, en raison de la fragilité de ce matériau, néanmoins un biberon en verre du IVe siècle peut être admiré. D'autres objets tels que des bijoux, ustensiles en jais, tablettes à écrire, et bien d'autres replongent les visiteurs dans la vie quotidienne de l'époque.

## Époque mérovingienne
Cette partie est constituée des trouvailles archéologiques effectuées dans les cimetières du parc de l'Hôtel de ville et du quartier Saint-Brice. A été exhumée toute une garnison germanique, protectrice de la ville de Tournai à la fin du IVe siècle, ainsi que des tombes situées à proximité de la sépulture de Childéric Ier. 
Côté documents, on compte la copie d’une lettre de Louis XIV concernant le trésor de Childéric ou encore une missive de Saint Remi écrivant à Clovis à l'occasion du décès de son père Childéric. 
Les bijoux occupent une place privilégiée dans cette salle traitant d'une époque représentative de l'art qu'est l'orfèvrerie.

## Sources
- Documentations touristiques diverses